# Camera metrica

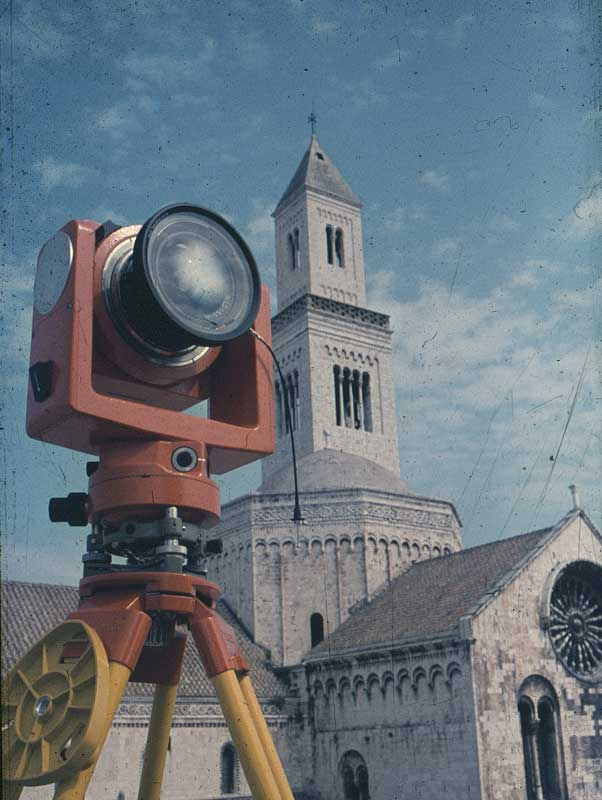
Camera metrica Wild P31

La camera metrica è una particolare fotocamera destinata al rilievo architettonico. Nella camera metrica è possibile conoscere l’orientamento interno ed esterno del fascio di raggi proiettante l’immagine destinata ad essere fissata sul materiale sensibile.

## Caratteristiche

### Orientamento interno

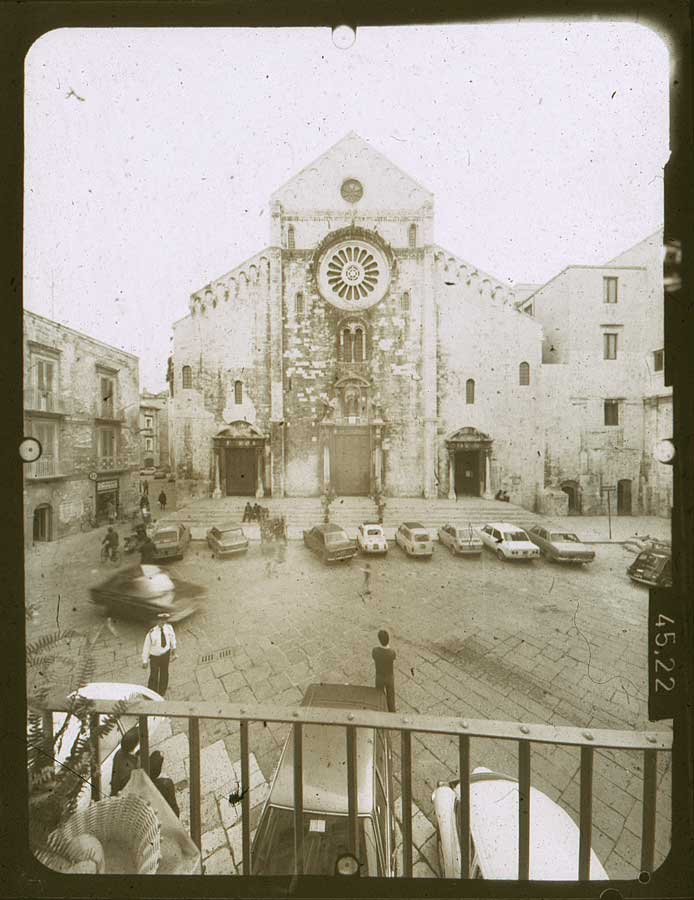
Fotogramma metrico

Per orientamento interno s'intende l'orientamento del fascio di raggi, proiettante l'immagine, rispetto al piano della superficie sensibile. L'operazione con cui viene determinato detto orientamento prende il nome di taratura e viene eseguita dalla casa costruttrice, che fornisce: 
- la distorsione dell'immagine dovuta all'obiettivo (che dovrebbe essere trascurabile);
- la distanza principale, cioè la distanza esistente tra la superficie sensibile ed il centro di proiezione dell'immagine (punto coniugato posteriore dell'obiettivo), che viene misurata in centesimi di millimetri e viene riportata su ogni fotogramma;
- il punto principale, determinato dall'intersezione della superficie sensibile, con la perpendicolare condotta dal centro di proiezione dell'immagine alla superficie stessa. Esso viene individuato su ogni fotogramma, generalmente, da quattro marche di riferimento, che, se collegate, disegnano sul fotogramma stesso un sistema di riferimento cartesiano ortogonale, con origine appunto in detto punto principale.

### Orientamento esterno
Nella fotogrammetria terrestre ed in particolare nel rilievo architettonico, per conoscere l'orientamento esterno, la camera metrica viene:
- integrata in un teodolite, assumendo il nome di fototeodolite, per cui è possibile conoscere facilmente sia l'inclinazione sul piano orizzontale che sul piano verticale;
- sistemata su un particolare supporto che fornisce alcune determinate inclinazioni.

### Planeità della pellicola

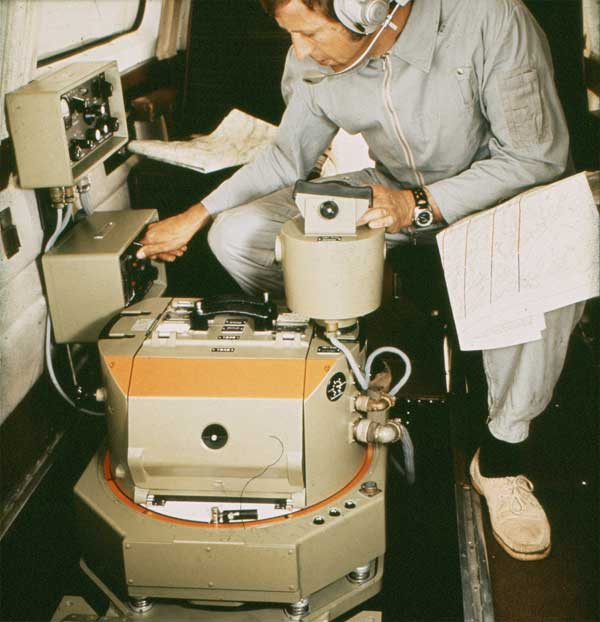
Camera per riprese aeree

Altra caratteristica della camera metrica è quella di garantire la planeità del fotogramma mediante l'utilizzo da lastre sensibili (come nel caso delle camere metriche per fotogrammetria terrestre) o di piani aspiranti posti dietro la pellicola (come nelle camere metriche per fotogrammetria aerea).
Per rendersi conto di quanto grande sia l'angolo di ripresa è sufficiente notare il filtro applicato sull'obiettivo, molto più scuro al centro e sfumato verso il bordo. Quest'accorgimento risulta indispensabile perché l'inclinazione dei raggi proiettanti varia moltissimo passando dai bordi al centro dell'immagine.
Con l'arrivo delle macchine fotografiche digitali si possono considerare superati molti problemi relativi alla taratura, quale quello delle marche di riferimento, indispensabili per il posizionamento della pellicola, sulla quale era impressa l'immagine. Inoltre va tenuto presente che alcuni dati, tra cui la distanza principale, fanno parte delle informazioni a corredo di ogni fotogramma digitale.